# Alfred Marshall

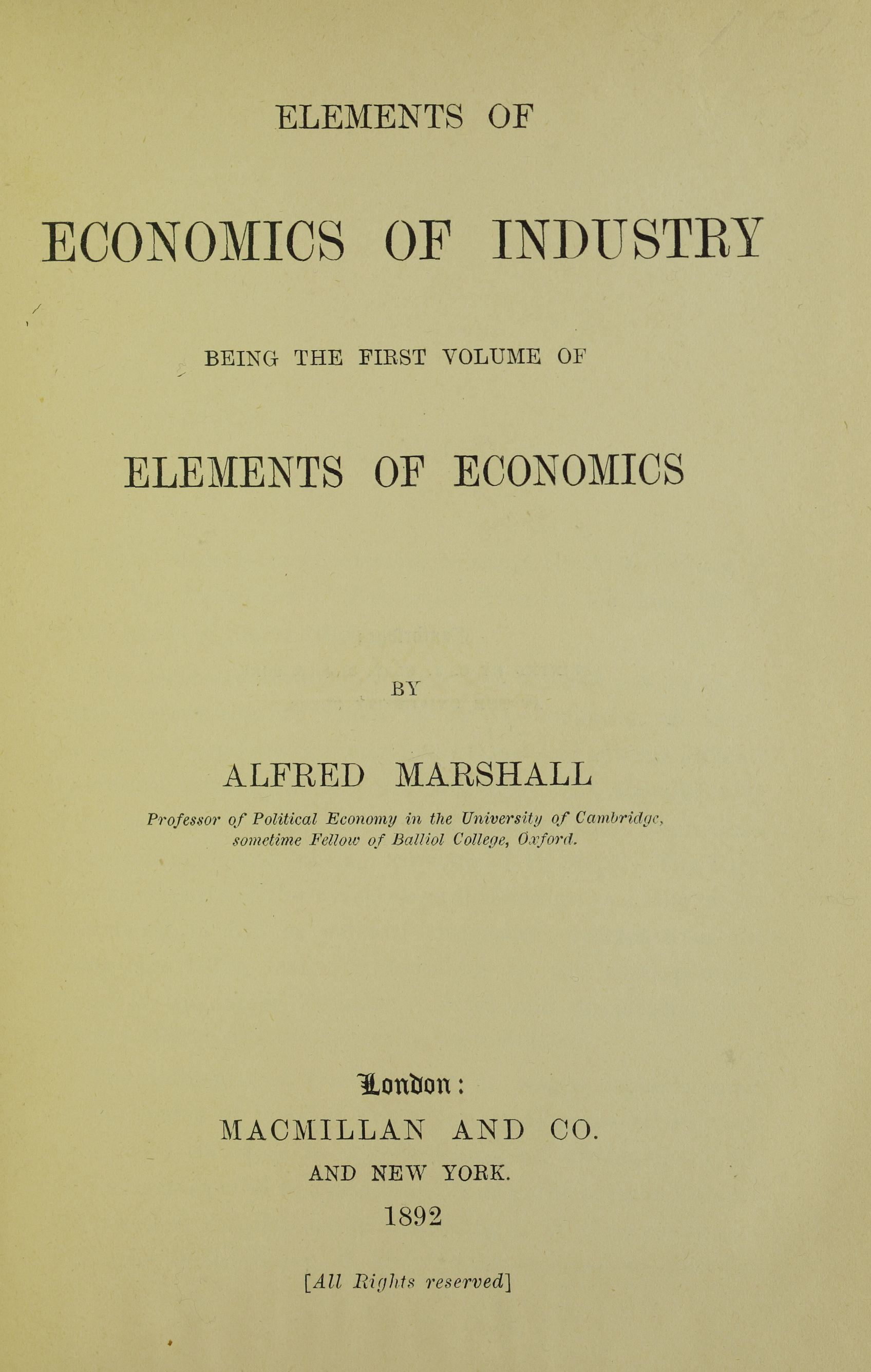
Elements of economics of industry, 1892

Alfred Marshall (ur. 26 lipca 1842 w Bermondsey koło Londynu, zm. 13 lipca 1924 w Cambridge) – ekonomista brytyjski, profesor Uniwersytetu w Cambridge, sformułował m.in. koncepcję cenowej elastyczności popytu.

## Życiorys
W latach 1861−1868 studiował w St John’s College na Uniwersytecie Cambridge; licencjat uzyskał w roku 1865 z drugim wynikiem na roku (ang. Second Wrangler). W latach 1884−1908 piastował w Cambridge stanowisko profesora ekonomii politycznej . W 1900 przyznano mu tytuł doktora honoris causa Uniwersytetu Jagiellońskiego.
Prowadził badania dotyczące różnych sfer ekonomicznych – wniósł wkład w dziedzinę mikroekonomii, przede wszystkim syntezę i rozwój teorii ekonomicznych: badanie związków podażowo-popytowych, rozwinięcie teorii użyteczności konsumenta, powiązanie teorii krańcowej produktywności z tradycyjną teorią kosztów. Był pierwszym ekonomistą, który wyjaśnił, że popyt na dane dobro spada wraz ze wzrostem jego ceny (stąd krzywa popytu ma nachylenie ujemne, tj. opada od lewej do prawej). Był także autorem koncepcji cenowej elastyczności popytu. Nie wszystkie spostrzeżenia Marshalla zostały przez niego samego rozwinięte – w swoich pracach zawarł on przesłanki do dalszych badań i obserwacji, które stały się inspiracją dla wielu mu współczesnych i ich następców.
Istotny jest również jego wkład w dziedzinę badań ekonomiki przemysłu. Pod koniec XIX wieku zidentyfikował on okręgi przemysłowe. Jego obserwacje stworzyły podwaliny dla włoskiej szkoły przemysłowej, teorii elastycznej specjalizacji oraz badań nad klastrami.
Uważał, że wartościowanie pracy jest niemożliwe do przeprowadzenia i w dodatku niepotrzebne. Swoje przemyślenia uzasadniał faktem, iż robotnicy oferują swoją pracę w ilościach „hurtowych”, więc nie sposób wykazać ich rzeczywistego wysiłku w określonym czasie. Zdaniem Marshalla wynagrodzeń robotników nie warto różnicować z powodu bardzo wysokiej podaży pracy. Nawet przy niskich zarobkach robotnicy wciąż będą przypisywać swojej płacy wysoką użyteczność krańcową. Z drugiej strony Marshall zauważał istnienie innych zawodów, w których wynagrodzenia mogą być w pewien sposób zróżnicowane. Sądził jednak, że płace otrzymywane w danym zawodzie wyznaczone są na takim poziomie, by utrzymać pracowników w sektorze i nie zachęcać ich do jego zmiany. Według Marshalla płace wyznaczają ceny a nie odwrotnie, stąd względna stałość wynagrodzeń w zawodach.
Przyznawał, iż mogą występować okresowe fluktuacje płac, np. w związku z nagłym wzrostem popytu na tego typu usługi, a więc także ze wzrostem cen tych usług. Twierdził, iż stopniowo relacja między popytem na pracę a jej podażą musi powrócić do stanu pierwotnego, przede wszystkim z powodu napływających do sektora nowych pracowników skuszonych podwyżką płac. Wzrost podaży (która w długim okresie jest bardziej elastyczna), pociągnie za sobą spadek płac i sytuacja wróci do równowagi.
Był nauczycielem, a później długoletnim przyjacielem ekonomisty i statystyka Alfreda Williama Fluxa.